# Жабовидные ящерицы
Жабовидные ящерицы, или рогатые ящерицы, или фринозомы  (лат. Phrynosoma), — род игуанообразных ящериц из семейства Phrynosomatidae. Имеют короткие конечности и хвост. Распространены в Северной и Центральной Америке.

## Внешний вид
Небольшие (длина тела — 8—13 см) ящерицы с уплощённым дисковидным туловищем, выростами на голове различной длины, называемых рогами, и очень коротким хвостом. Чешуйки на теле крупные и неоднородные, некоторые из них несут заострённые бугорки или шипики. Чешуи на границе между спиной и брюхом несут короткие треугольные зубцы. Окраска очень изменчива и определяется типом субстрата.

## Распространение и образ жизни
Обитают от юго-запада США и севера Мексики до Гватемалы и Центральной Америки.
Пустынные виды могут закапываться в песок, поочерёдно наклоняя то одну, то другую сторону своего плоского тела и забрасывая песок себе на спину. На особенно сыпучем субстрате могут закапываться, двигаясь головой вперёд с помощью задних ног.

### Питание
Питаются преимущественно муравьями.

### Размножение
Большинство видов откладывают яйца, некоторые живородящие.

### Защита от хищников
Жабовидные ящерицы пользуются целым рядом способов для защиты от хищников. Обладая камуфляжной окраской, они в случае угрозы замирают, пытаясь избежать обнаружения. При приближении опасности, ящерица передвигается короткими перебежками с резкими остановками, пытаясь обмануть зрение хищника. Если такая тактика не помогает, ящерица раздувается, дабы выглядеть более шипастой и труднопроглатываемой. Не менее четырёх видов жабовидных ящериц обладают способностью направленно выпрыскивать кровь из уголков глаз. Это достигается перекрытием оттока крови из головы, в результате чего кровяное давление в ней повышается, вызывая разрыв капилляров вокруг век. Такая атака оказывает ошарашивающий эффект на хищника; кроме того, вкус крови ящерицы неприятен для кошачьих и псовых (хотя и не оказывает влияния на хищных птиц). Чтобы избежать захвата за голову или шею, жабовидные ящерицы пригибают или, наоборот, поднимают голову таким образом, чтобы направить свои черепные шипы вверх или назад. В случае, если хищник пытается схватить ящерицу за тело, она прижимает соответствующую сторону тела к земле, не позволяя хищнику подвести под неё нижнюю челюсть.

## Жабовидные ящерицы и человек
Некоторые виды признаны вымирающими. Охраняются законом в США.

### В литературе
Упоминается в новелле О. Генри «Джимми Хейз и Мьюриэл», романе Майн Рида «В поисках белого бизона», рассказе Джона Стейнбека «Обещание»

## Виды
По данным Reptile Database признаётся 17 видов:
- Phrynosoma asio Cope, 1864
- Phrynosoma blainvillii Gray, 1839
- Phrynosoma braconnieri Bocourt, 1870
- Phrynosoma cerroense Stejneger, 1893
- Phrynosoma cornutum (Harlan, 1825) — техасская жабовидная ящерица[1]
- Phrynosoma coronatum (Blainville, 1835) — рогатая ящерица, или береговая жабовидная ящерица[1][3]
- Phrynosoma ditmarsi Stejneger, 1906 — скальная жабовидная ящерица[источник не указан 74 дня]
- Phrynosoma douglassii (Bell, 1829) — фринозома Дугласа, или рогатая ящерица Дугласа
- Phrynosoma goodei Stejneger, 1893
- Phrynosoma hernandesi Girard, 1858
- Phrynosoma mcallii (Hallowell, 1852)
- Phrynosoma modestum Girard, 1852
- Phrynosoma orbiculare (Linnaeus, 1758)
- Phrynosoma platyrhinos Girard, 1852
- Phrynosoma sherbrookei Nieto-Montes de Oca, Arenas-Moreno, Beltrán-Sánchez & Leaché, 2014
- Phrynosoma solare Gray, 1845 — солнечная рогатая ящерица[1]
- Phrynosoma taurus Dugès, 1873 — мексиканская жабовидная ящерица[1]

## Иллюстрации

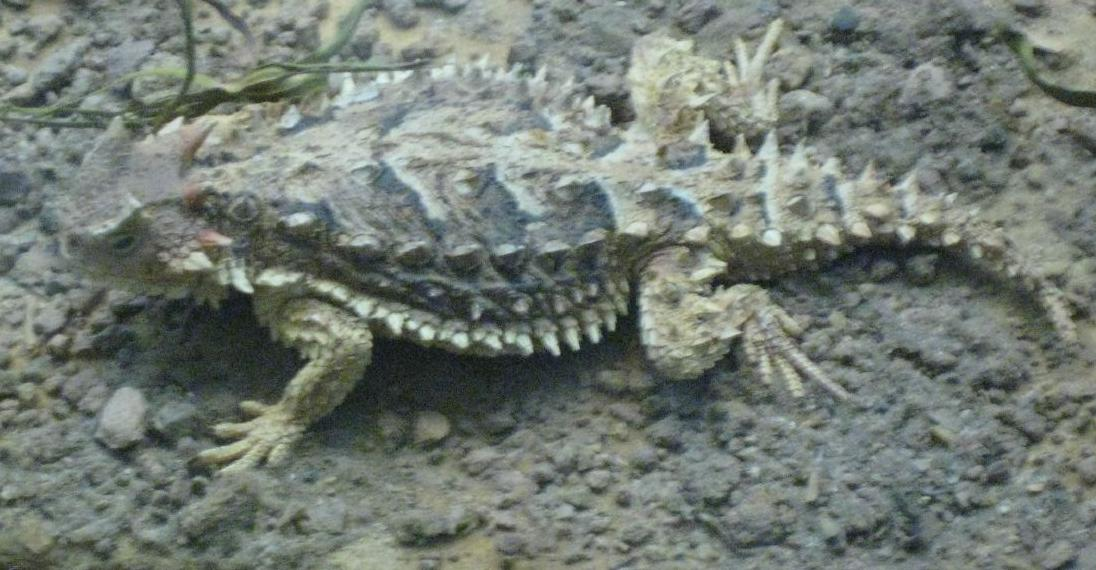
Phrynosoma asio
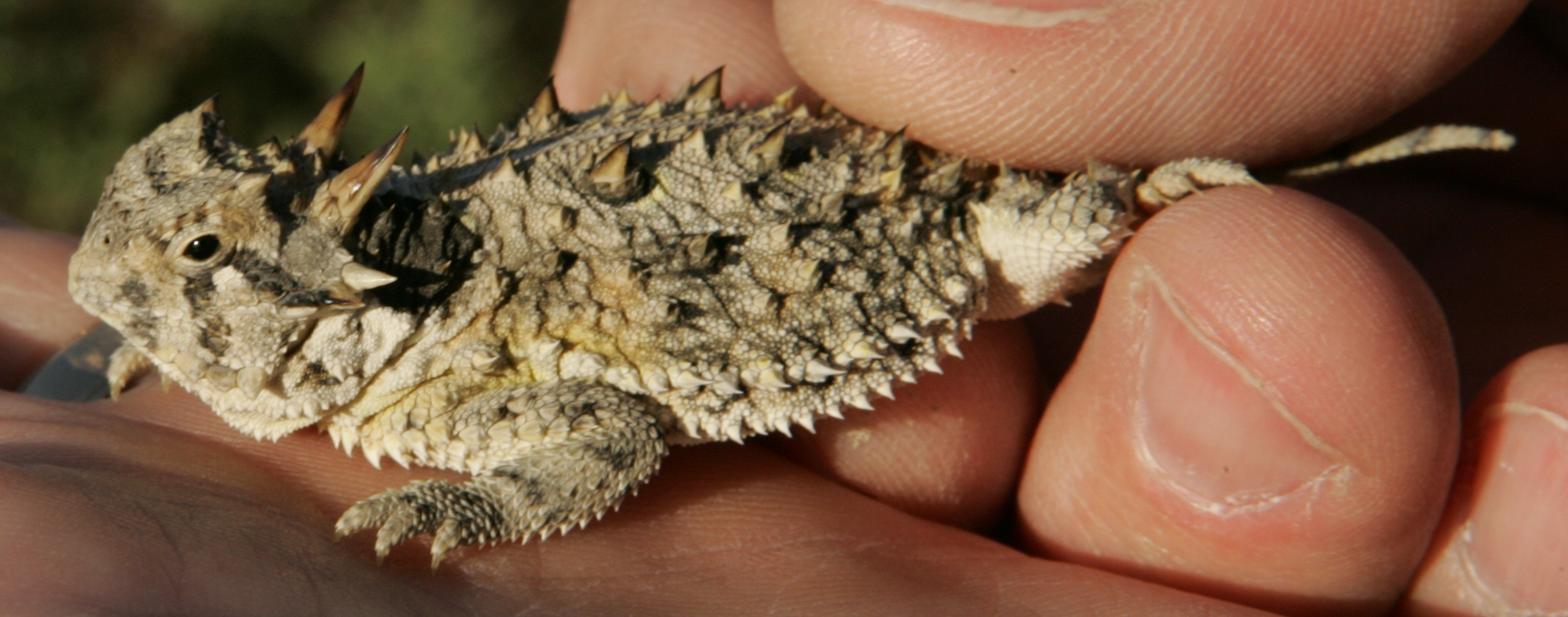
Phrynosoma cornutum
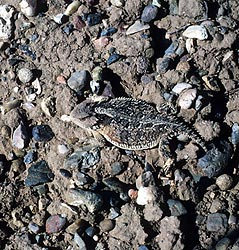
Phrynosoma douglassii
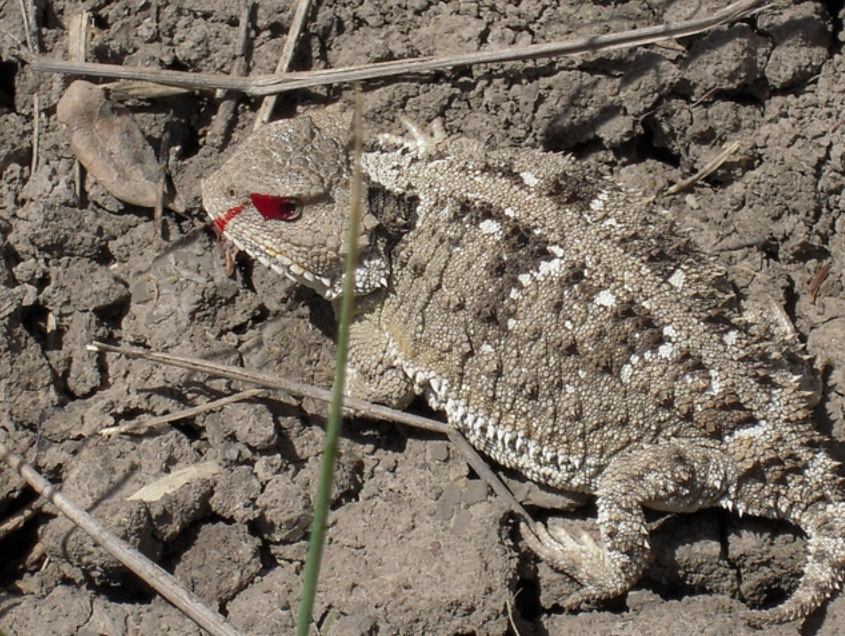
Phrynosoma hernandesi
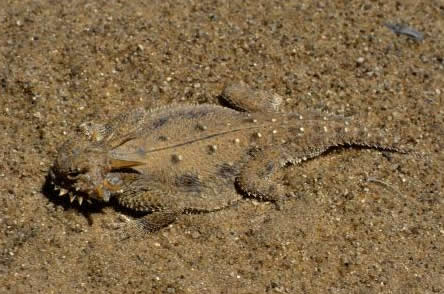
Phrynosoma mcallii
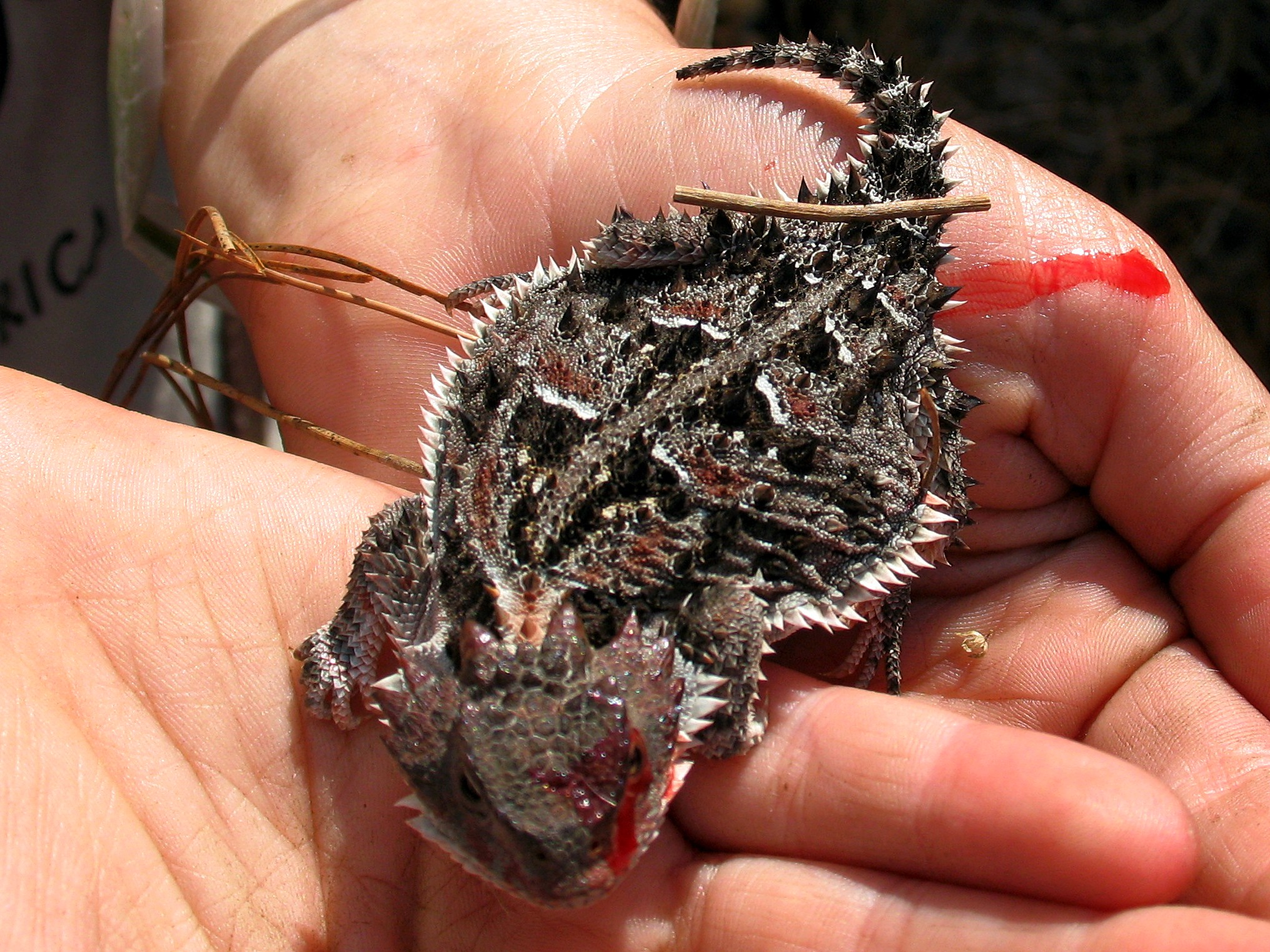
Phrynosoma orbiculare
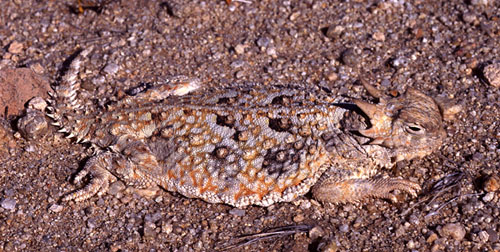
Phrynosoma platyrhinos